# Nageldystrofie
Nageldystrofie of groeistoornissen van de nagel is een aandoening waarbij de nagels zich slecht ontwikkelen door storing in de voedseltoevoer.
Groeistoornissen van de nagel gaan vaak gepaard met een afwijking in het nagelbed. De nagel kan een afwijkende kleur, vorm of structuur krijgen of sterk verdikt worden. Nageldystrofie kan zich ook manifesteren doordat er putjes, randen en vlekken optreden en of doordat de kromming van de nagel afwijkt of de nagel loslaat.

## Oorzaken
Groeistoornissen van de nagel kunnen veroorzaakt worden door verwondingen, blootstelling aan bepaalde chemische stoffen, infecties, nagelbijten, bepaalde hart-, long-, nier-, lever-, schildklier- en huidaandoeningen.

## Behandeling
Nageldystrofie kan behandeld worden door het knippen van de misvormde nagels, het reinigen van de nagels in warm en zout water, het gebruik van geneesmiddelen om infecties te bestrijden, aanbrengen of toedienen van corticosteroïden, operaties, bevriezing, bestraling, lichttherapie of laserbehandeling.